# Spider-Man: Far From Home
Série l'univers cinématographique Marvel
Avengers: Endgame
(2019) Black Widow
(2021)
Série Spider-Man (2017)
Spider-Man: Homecoming
(2017) Spider-Man: No Way Home
(2021)
Pour plus de détails, voir Fiche technique et Distribution.
Spider-Man: Far From Home, ou Spider-Man : Loin des siens au Québec, est un film de super-héros américano-canadien réalisé par Jon Watts, sorti en 2019.
Vingt-troisième film de l'univers cinématographique Marvel et onzième et dernier de la phase trois, il introduit également le second cycle de l'univers, intitulé La Saga du Multivers. Il est le deuxième opus de Spider-Man joué par Tom Holland dans cet univers après Spider-Man: Homecoming, du même réalisateur, sorti en 2017.
Alors que Peter Parker est bouleversé par la mort de Tony Stark, son mentor, il a pour projet de laisser son costume de super-héros derrière lui pendant quelques semaines afin de partir en vacances en Europe avec ses camarades lycéens, mais cette escapade est rapidement compromise quand il accepte à contrecœur d'aider Nick Fury à découvrir le mystère de plusieurs attaques de créatures, qui ravagent le continent.
En dépassant un milliard de dollars de recettes mondiales en quatre semaines d'exploitation, il devient le 2e plus lucratif des films parmi les différentes séries Spider-Man derrière sa suite Spider-Man: No Way Home.

## Synopsis
À Ixtenco, au Mexique, Nick Fury et Maria Hill enquêtent sur une tempête artificielle et font ensuite face à une créature humanoïde, l'Élémental de la terre. Impuissants, ils sont sauvés par l'arrivée de Quentin Beck.
En 2024, huit mois ont passé depuis le combat contre Thanos aux côtés des Avengers. Le lycée de Peter Parker alias Spider-Man, qui se réorganise, comme toute la société après l'Effacement et le retour des disparus (les cinq années écoulées sont appelées l'« Éclipse »), met sur pied une excursion estivale de deux semaines en Europe, où Peter, toujours bouleversé par la mort de Tony Stark alias Iron Man qui est honoré à travers le monde, prévoit d'avouer ses sentiments grandissants pour sa camarade de classe Michelle Jones « MJ » et oublier un temps les rumeurs qui veulent faire de Spider-Man le successeur spirituel d'Iron Man. Lors d'une collecte de fonds pour les sans-abris coordonnée par sa tante May, Peter est prévenu par Happy Hogan qu'il sera contacté par Fury, mais il choisit d'ignorer l'appel.
La première étape du voyage est à Venise, où Peter et ses amis font partie des personnes attaquées par l'Élémental de l'eau apparu dans le Grand Canal, qui provoque des ravages dans la ville. Beck arrive et détruit la créature, alors que Peter tente de l'aider (il a remarqué à l'aéroport que May lui avait glissé son costume de Spider-Man dans sa valise, mais il l'a laissé à l'hôtel donc il utilise un simple masque de carnaval pour dissimuler son identité). Fury force la rencontre avec Peter en l'enlevant une nuit et lui donne une paire de lunettes que Stark a léguée au jeune homme. Les lunettes sont équipées de l'intelligence artificielle E.D.I.T.H., qui a accès à toutes les bases de données de Stark Industries et commande une grande quantité d'armes orbitales. Fury emmène Peter dans une base du SHIELD, où se trouve les coéquipiers de Fury, Hill et Dimitri Smerdiakov. Peter rencontre également Beck (que les camarades de Peter ainsi que le public ont surnommé « Mystério »), qui leur annonce venir d'une autre réalité, la « Terre-833 » (celle de Spider-Man et les Avengers serait la « Terre-616 »), où les Élémentaux ont tué sa famille et détruit le monde. Peter rejette l'appel aux armes de Fury, choisissant de rejoindre sa classe, mais Fury feint d'accepter sa décision pour rediriger secrètement l'itinéraire du voyage scolaire vers Prague, où il est prévu que l'Élémental de feu attaque. Ce dernier apparaît à un carnaval, mais Beck, avec l'aide de Peter équipé d'une tenue d'infiltration conçue par l'équipe de Fury, le détruit. Fury et Hill invitent Peter et Beck à Berlin pour discuter de la formation d'une nouvelle équipe de super-héros. Peter considère que Beck mérite d'être le successeur de Stark et lui lègue ses lunettes et E.D.I.T.H..
Le plan de Beck a fonctionné : il est en réalité un ancien spécialiste des hologrammes de Stark Industries, congédié pour son caractère instable. Il dirige à présent une équipe d'employés mécontents ayant travaillé pour Stark Industries, et utilise des drones à projecteurs avancés créés par William Ginter Riva pour créer des illusions mettant en scène les attaques des Élémentaux, la menace du multivers n'étant qu'un scénario de fiction pour duper Fury et Hill. Le but de Beck est alors de devenir le plus grand super-héros de tous les temps aux yeux du monde et d'être ainsi le successeur d'Iron Man à la place de Peter. Ce dernier essaie pendant ce temps d'expliquer à MJ pourquoi il a dû partir pendant la soirée, mais cette dernière préfère qu'ils sortent ensemble dans la ville. Alors qu'ils marchent, Peter tente de lui déclarer sa flamme et de lui offrir un bijou qu'il avait acheté à Venise, mais MJ le coupe en disant qu'il allait lui avouer qu'il est Spider-Man. Interloqué, Peter tente de la contredire malgré les insistances d'MJ qui lui avoue que cela est évident avec toutes les disparitions inexpliquées de Peter. À la demande de Peter, elle ajoute que cette double identité est l'unique raison pour laquelle elle s'intéresse à lui et lui montre un des débris qu'elle a récupérés pendant la bataille de Prague qui s'avère être un projecteur qui leur présente une simulation de l'Élémental de l'air, ce qui les amène à comprendre que Beck est un imposteur.
En préparant sa prochaine illusion contre l'Élémental de l'air prévu à Londres, Beck découvre que Peter, MJ et Ned Leeds, le meilleur ami de Peter, ont découverts ses véritables intentions. Peter se rend à Berlin et rencontre Fury, mais il se rend compte que la version qui lui est présentée est une illusion créée par Beck. Après avoir combattu plusieurs illusions le mettant face au poids de son héritage, Peter est violemment percuté par un train, mais survit, quoique gravement blessé, et tombe inconscient dans un wagon. En se réveillant dans une cellule de prison à Broek op Langedijk, aux Pays-Bas, Peter décide de contacter Happy pour le ramener vers Beck. Ces derniers se rendent à Londres, et Peter se fabrique un tout nouveau costume grâce à une machine présente dans le jet, laissée par Stark.
À Londres, Beck orchestre une attaque d'une fusion d'Élémentaux, cherchant à tuer MJ et tous ceux à qui elle aurait pu révéler son secret. Fury commence à douter des explications de Beck et un message de Happy confirme ses appréhensions. Peter saute en combinaison volante du jet et rentre dans l'illusion de la fusion des Élémentaux. Une fois à l'intérieur, il détruit tous les drones qui projetaient les hologrammes et parvient à atteindre Beck, qui se trouve dans le Tower Bridge.
Pendant ce temps, MJ, Ned (qui ont deviné que Beck en a après eux) ainsi que Betty Brant, Flash Thompson et Happy se cachent à l'intérieur de la tour de Londres mais les drones de Beck les retrouvent. Alors qu'ils sont sur le point de les tuer, Peter réussit à détruire le casque de Beck qui contrôle les drones grâce à son sens d'araignée qu'il maîtrise enfin. Beck, vaincu et blessé par un tir de ses drones, tente d'utiliser une dernière illusion pour abattre Peter. Ce dernier voit à travers l'illusion, la détruit, et reprend le contrôle de E.D.I.T.H. pour éteindre les drones alors que Beck meurt. Il est rejoint ensuite par MJ sur le pont ; elle lui dit que Happy lui a remis le bijou mais qu'il s'était cassé pendant les affrontements, et l'embrasse.
Peter rentre à New York, demande à May et à Happy s'ils ont bien une relation et rejoint MJ pour un rendez-vous qui commence leur relation amoureuse en voltigeant à travers Manhattan tout en passant par le nouveau bâtiment qui remplace la tour Stark.
Scène inter-générique
Après la scène de voltige avec MJ, Peter regarde sur un écran géant le journaliste J. Jonah Jameson, du média en ligne TheDailyBugle.net, qui blâme Spider-Man concernant l'attaque de Londres, diffusant une séquence falsifiée de l'incident filmée par Beck et créée par William, dans laquelle il accuse Peter de sa mort et révèle la véritable identité du jeune héros.
Scène post-générique
Fury et Hill sont à bord d'une voiture et divulguent leur véritable identité : il s'agit du Skrull Talos et de sa femme Soren, qui se sont fait passer pour ces derniers tout au long du processus dirigé par le véritable Fury, qui se trouve à bord d'une station spatiale, le S.A.B.E.R..

## Fiche technique
Sauf indication contraire, les informations mentionnées dans cette section peuvent être confirmées par les bases de données cinématographiques IMDb et Allociné,  présentes dans la section « Liens externes ».
- Titre original et français : Spider-Man: Far From Home
- Titre québécois : Spider-Man : Loin des siens[2]
- Réalisation : Jon Watts
- Scénario : Chris McKenna et Erik Sommers, d'après les personnages Marvel Comics créés par Stan Lee et Steve Ditko
- Musique : Michael Giacchino
- Direction artistique : Grant Armstrong, Charley Beal, Livia Borgognoni (it), Jann K. Engel, Nigel Evans, Joe Howard, Gary Jopling, Matthew Kerly, James Lewis, Jiri Matura, Renate Nicolaisen, Harry E. Otto, Bárbara Pérez-Solero, Federico Calò Carducci, Philippe Mayanobe et Maya Kvetny[3].
- Décors : Claude Paré et Tina Jones
- Costumes : Anna B. Sheppard
- Photographie : Matthew J. Lloyd (de)
- Son : Kyle Arzt, Tony Lamberti, Kevin O'Connell
- Montage : Dan Lebental et Leigh Folsom Boyd
- Production : Kevin Feige et Amy Pascal
  - Production exécutive : Nicola Rosada (Italie)
  - Production déléguée : Avi Arad, Stan Lee, Victoria Alonso (en), Eric Hauserman Carroll, Louis D'Esposito (es), Thomas M. Hammel, Rachel O'Connor et Matt Tolmach
  - Production associée : Chris Buongiorno
  - Coproduction (Tchéquie) : David Minkowski et Matthew Stillman
  - Production numérique : Jacky Priddle
- Sociétés de production[4] : 
  - États-Unis : Marvel Studios, Pascal Pictures (en), Sony Pictures[3] et Matt Tolmach Productions (non crédité), présenté par Columbia Pictures
  - Canada : avec la participation du Crédit d'impôt pour production cinématographique ou magnétoscopique canadienne (CPTC)[5]
- Sociétés de distribution : Columbia Pictures (États-Unis) ; Sony Pictures Releasing (Belgique, Canada) ; Sony Pictures Releasing France (France)
- Budget : 160 millions de $[6]
- Pays de production :  États-Unis,  Canada
- Langues originales : anglais, italien, tchèque
- Format[7] : couleur et Noir et blanc - D-Cinema - 2,39:1 (Cinémascope) - son Dolby Surround 7.1 | Dolby Atmos | Dolby Digital
- Genre : action, aventures, comédie, science-fiction, super-héros
- Durée : 129 minutes
- Dates de sortie[8] :
  - États-Unis : 26 juin 2019 (première mondiale à Los Angeles)[9] ; 5 juillet 2019 (sortie nationale)
  - France, Belgique, Suisse romande : 3 juillet 2019[10],[11],[12]
  - Canada, Québec : 5 juillet 2019[2]
- Classification[13] :
  - États-Unis : accord parental recommandé, film déconseillé aux moins de 13 ans (PG-13 - Parents Strongly Cautioned)[Note 2]
  - Canada : certaines scènes peuvent heurter les enfants - accord parental souhaitable (PG - Parental Guidance)
  - Québec : tous publics - déconseillé aux jeunes enfants (G - General Rating)[2]
  - France : tous publics[14]
  - Belgique : tous publics (Alle Leeftijden)[11]
  - Suisse romande : interdit aux moins de 12 ans[15]

## Distribution
- Tom Holland (VF : Hugo Brunswick ; VQ : Alexandre Bacon) : Peter Parker / Spider-Man
- Samuel L. Jackson (VF : Thierry Desroses ; VQ : Patrick Chouinard) : le général Talos sous l'apparence de Nick Fury ; Nick Fury (scène post-générique)
- Jake Gyllenhaal (VF : Rémi Bichet ; VQ : Martin Watier) : Quentin Beck / Mystério
- Zendaya (VF : Victoria Grosbois ; VQ : Célia Gouin-Arsenault) : Michelle « MJ » Jones (en)
- Jon Favreau (VF : Yann Guillemot ; VQ : Thiéry Dubé) : Harold « Happy » Hogan (en)
- Jacob Batalon (VF : Pascal Nowak ; VQ : Nicolas Poulin) : Ned Leeds
- Cobie Smulders (VF : Laura Blanc ; VQ : Ariane-Li Simard-Côté) : Maria Hill
- J. B. Smoove (VF : Frantz Confiac ; VQ : Louis-Olivier Mauffette) : Julius Dell
- Martin Starr (VF : Stéphane Fourreau ; VQ : Renaud Paradis) : Roger Harrington
- Tony Revolori (VF : Gabriel Bismuth-Bienaimé ; VQ : Charles Sirard-Blouin) : Flash Thompson
- Remy Hii (VF : Jim Redler ; VQ : Xavier Dolan) : Brad Davis
- Angourie Rice (VF : Jennifer Fauveau ; VQ : Ludivine Reding) : Betty Brant
- Numan Acar : Dimitri Smerdiakov
- Marisa Tomei (VF : Stéphanie Lafforgue ; VQ : Éveline Gélinas) : May Parker
- Toni Garrn (VF : Ruth Vega Fernandez) : la couturière
- Peter Billingsley (VF : Jérôme Wiggins ; VQ : Stéphane Jacques) : William Ginter Riva
- Jorge Lendeborg Jr. (VF : Julien Crampon) : Jason Ionello
- J. K. Simmons (VF : Jean Barney ; VQ : Pierre Chagnon) : J. Jonah Jameson (caméo, scène inter-générique)
- Ben Mendelsohn (VF : Thierry Hancisse ; VQ : Frédéric Desager) : le général Talos sous sa vraie apparence (caméo non crédité, scène post-générique)
- Sharon Blynn (VF : Caroline Santini ; VQ : Manon Leblanc) : Soren sous sa vraie apparence (caméo non crédité, scène post-générique)
- Robert Downey Jr. (VF et VQ : Bernard Gabay) : Tony Stark / Iron Man (images d'archives tirées du film Captain America: Civil War)
- Chris Evans : Steve Rogers / Captain America (photo)
- Scarlett Johansson : Natasha Romanoff / Black Widow (photo)
- Paul Bettany : Vision (photo)
- Jeff Bridges (VF : Jacques Frantz ; VQ : Patrick Floersheim) : Obadiah Stane (images d'archives tirées du film Iron Man)

- Version française
  - Studio de doublage : Dubbing Brothers
  - Direction artistique : Jean-Philippe Puymartin
  - Adaptation : Bob Yangasa
  -  Source et légende : version française (VF) sur RS Doublage[16] et AlloDoublage[17].

Version québécoise  Source et légende : version québécoise (VQ) sur Doublage.qc.ca[18]

## Production

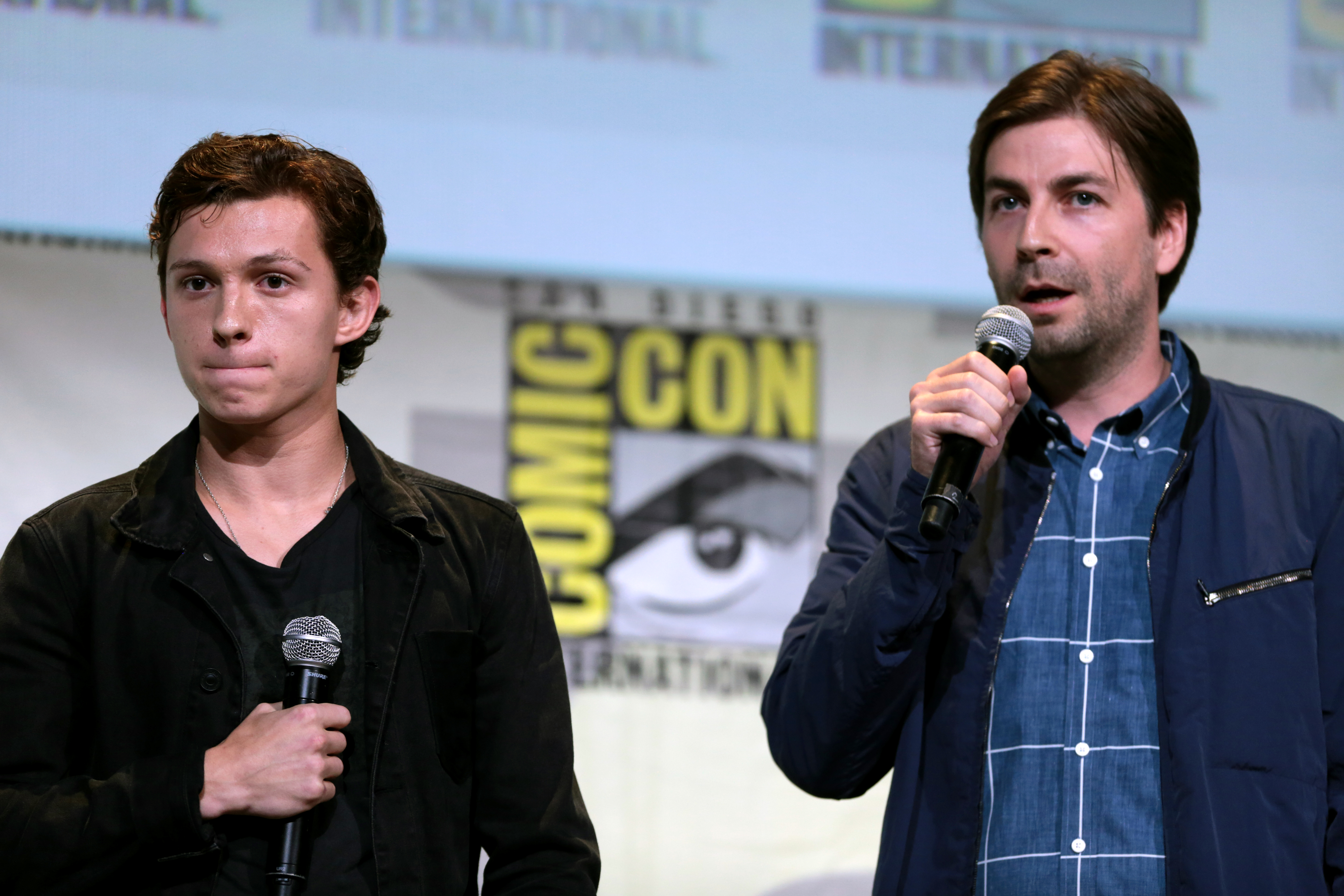
L'acteur Tom Holland et le réalisateur Jon Watts, au San Diego Comic-Con 2016.

### Genèse et développement
En décembre 2016, Sony Pictures annonce une suite pour Spider-Man: Homecoming, prévue pour le 5 juillet 2019.
Le 24 juin 2018, Tom Holland révèle sur son compte Instagram que la suite s'intitule Spider-Man: Far From Home. L'information est confirmée quelque temps après par Kevin Feige.
Le film était initialement annoncé comme le premier de la phase IV de l'univers cinématographique Marvel. Cependant, le 19 avril 2019, Kevin Feige précise qu'il conclura la phase III, qui devait à l'origine se terminer avec Avengers: Endgame.
Le 21 août 2019, Sony et Disney n'arrivent pas à trouver un accord sur la répartition des profits du futur second opus de Spider-Man Spider-Man: Far From Home et tandis que Sony évoque un emploi trop chargé pour Kevin Feige patron de Marvel et demande l'arrêt de la production, Disney précise qu'elle demande une rétribution supérieure aux 5% pour les films Sony tirés de l'univers Marvel mais pas à 50/50 comme il a pu être mentionné.

### Attribution des rôles
Dès l'annonce d'une suite pour Spider-Man: Homecoming, l'acteur Tom Holland est confirmé dans le rôle qu'il interprète en 2016 dans Captain America: Civil War puis dans les films suivants de l'univers cinématographique Marvel.
Depuis l'annonce du film, des rumeurs circulent sur la présence du méchant Mystério dans la suite de Spider-Man: Homecoming. Depuis avril 2018, le nom de Jake Gyllenhaal est évoqué. L'acteur est confirmé dans le rôle en juin 2018.
Fin mai 2018, le retour de l'acteur Michael Keaton, interprète du Vautour, est confirmé. Il n'est cependant pas présent dans le film.
Début août 2018, le site Vulture confirme la présence de deux personnages emblématiques du MCU : Nick Fury et Maria Hill joués respectivement par Samuel L. Jackson et Cobie Smulders.
Il est confirmé que Stan Lee a tourné son caméo dans le film avant son décès en novembre 2018. Il devait s'agir de sa dernière apparition au cinéma. Le scénariste n'apparait pas dans la version cinéma.
J. K. Simmons reprend son rôle de J. Jonah Jameson dans une scène post-générique, douze ans après le dernier volet de la trilogie Spider-Man de Sam Raimi en 2007. Cette version est cependant différente : celle de la trilogie de Raimi était proche du personnage tel qu'il apparait dans les comics (un chef de rédaction de journal papier), tandis que Jameson tel qu'il apparait dans Far From Home est un blogueur vidéo en ligne au contenu controversé.

### Tournage
Le tournage a débuté le 2 juillet 2018 en Angleterre. Le tournage se poursuivra dans différentes villes d'Europe (Londres, Prague et Venise) avant de revenir aux États-Unis, à New York.

## Musique
Albums de Michael Giacchino
Sale temps à l'hôtel El Royale
(2018) La Famille Addams
(2019)
Bandes originales de l'univers cinématographique Marvel
Avengers: Endgame
(2019) Black Widow
(2021)
Tout comme Spider-Man: Homecoming, la musique du film est composée par Michael Giacchino.
| Liste des titres | Liste des titres                              | Liste des titres | Liste des titres | Liste des titres | Liste des titres | Liste des titres | Liste des titres | Liste des titres | Liste des titres |
| No               | Titre                                         | Durée            |                  |                  |                  |                  |                  |                  |                  |
| ---------------- | --------------------------------------------- | ---------------- | ---------------- | ---------------- | ---------------- | ---------------- | ---------------- | ---------------- | ---------------- |
| 1.               | Far From Home Suite Home                      | 8:27             |                  |                  |                  |                  |                  |                  |                  |
| 2.               | It's Perfect                                  | 0:30             |                  |                  |                  |                  |                  |                  |                  |
| 3.               | World's Worst Water Feature                   | 7:30             |                  |                  |                  |                  |                  |                  |                  |
| 4.               | Multiple Realities                            | 3:32             |                  |                  |                  |                  |                  |                  |                  |
| 5.               | Brad to the Drone                             | 3:32             |                  |                  |                  |                  |                  |                  |                  |
| 6.               | Change of Plans                               | 2:28             |                  |                  |                  |                  |                  |                  |                  |
| 7.               | Night Monkey Knows How to Do It               | 0:19             |                  |                  |                  |                  |                  |                  |                  |
| 8.               | Mr. One Hundred and One                       | 3:20             |                  |                  |                  |                  |                  |                  |                  |
| 9.               | Prague Rocked                                 | 3:43             |                  |                  |                  |                  |                  |                  |                  |
| 10.              | Who's Behind Those Foster Grants              | 2:57             |                  |                  |                  |                  |                  |                  |                  |
| 11.              | Power to the People                           | 3:33             |                  |                  |                  |                  |                  |                  |                  |
| 12.              | Personal Hijinks                              | 3:53             |                  |                  |                  |                  |                  |                  |                  |
| 13.              | Praguenosis: BAD                              | 1:08             |                  |                  |                  |                  |                  |                  |                  |
| 14.              | A Lot of ‘Splaining to Do                     | 2:14             |                  |                  |                  |                  |                  |                  |                  |
| 15.              | The Magical Mysterio Tour                     | 3:21             |                  |                  |                  |                  |                  |                  |                  |
| 16.              | Taking the Gullible Express/ Spidey Sensitive | 5:07             |                  |                  |                  |                  |                  |                  |                  |
| 17.              | Gloom and Doom                                | 4:16             |                  |                  |                  |                  |                  |                  |                  |
| 18.              | High and Flighty                              | 2:20             |                  |                  |                  |                  |                  |                  |                  |
| 19.              | An Internal Battle                            | 1:50             |                  |                  |                  |                  |                  |                  |                  |
| 20.              | Happy Landings                                | 2:58             |                  |                  |                  |                  |                  |                  |                  |
| 21.              | Tower of Cower                                | 5:12             |                  |                  |                  |                  |                  |                  |                  |
| 22.              | Bridging the Trap                             | 1:58             |                  |                  |                  |                  |                  |                  |                  |
| 23.              | Bridge and Love's Burning                     | 2:50             |                  |                  |                  |                  |                  |                  |                  |
| 24.              | Swinging Set                                  | 1:47             |                  |                  |                  |                  |                  |                  |                  |
| 25.              | And Now This…                                 | 0:58             |                  |                  |                  |                  |                  |                  |                  |
| 1:14:23          |                                               |                  |                  |                  |                  |                  |                  |                  |                  |

## Accueil

### Accueil critique
Le film a un accueil favorable, les critiques appréciant l'humour et les effets spéciaux.
Le film reçoit une note moyenne de 3,2/5 sur Allociné à partir de l'interprétation de 29 critiques de presse.
Pour Le Monde, « Si la part de comédie de Spider-Man : Far from Home est plutôt réussie, le volet super-héros est rendu confus par l'irruption de cette menace étrangère dont les contours nous sont résumés en quelques phrases expéditives ». Jacky Goldberg du journal Les Inrockuptibles dit que « Jon Watts maîtrise toujours le geste comique et se révèle inventif dans la mise en scène du fake de notre époque ».

### Box-office
| Pays ou région        | Box-office        | Date d'arrêt du box-office | Nombre de semaines |
| --------------------- | ----------------- | -------------------------- | ------------------ |
| États-Unis Canada     | 390 532 085 $     | 24 octobre 2019            | 16                 |
| Chine                 | 204 552 176 $     | 25 août 2019               | 9                  |
| France                | 3 226 105 entrées | 15 octobre 2019            | 15                 |
| Allemagne             | 1 769 020 entrées | 16 octobre 2019            | 15                 |
| Italie                | 1 765 212 entrées | 15 septembre 2019          | 11                 |
| Espagne               | 2 296 383 entrées | 15 septembre 2019          | 11                 |
| Total hors États-Unis | 741 395 085 $     | 24 octobre 2019            | 16                 |
| Total mondial         | 1 131 927 996 $   | 24 octobre 2019            | 16                 |

## Distinctions
Entre 2019 et 2020, le film Spider-Man: Far From Home a été sélectionné 37 fois dans diverses catégories et a remporté 11 récompenses.

### Récompenses
- Teen Choice Awards 2019 :
  - Meilleur film de l'été,
  - Meilleur acteur de cinéma de l'été pour Tom Holland,
  - Meilleure actrice de cinéma de l'été pour Zendaya Coleman.

## Promotion
La première bande annonce du film est mise en ligne le 15 janvier 2019, un jour après un tweet évocateur de Tom Holland. Il montre Peter Parker en vie, alors qu'il était censé être mort depuis Avengers: Infinity War et que sa résurrection n'avait pas encore été confirmée dans Avengers: Endgame, en voyage scolaire en Europe mais recruté par Nick Fury pour combattre les Élémentaux, des personnes capables de manipuler les éléments, aux côtés de Mystério,. Tom Holland introduit lui-même la deuxième bande-annonce publiée le 6 mai en expliquant que ceux qui n'ont pas encore vu Avengers : Endgame doivent passer leur chemin alors que ceux qui sont allés voir le film peuvent « apprécier » ce nouveau trailer. En effet, il s'ouvre sur le profond désarroi de Spider-Man après le décès de son mentor, Tony Stark. Par ailleurs cette bande-annonce dévoile qu'en reprenant un concept développé dans les Marvel Comics, le « multivers » va être introduit dans ce 23e et dernier film de la phase III du MCU, puisque Nick Fury explique à Peter Parker que Mystério vient « de la Terre, mais pas la nôtre ». Toutefois, cette affirmation s'avère être un mensonge de Mystério dans le film.

## Suite
Le 13 juin 2017, lors d'une entrevue sur la page Facebook d'Allociné, Tom Holland révèle par inadvertance qu'un troisième Spider-Man est prévu. Il est ensuite annoncé que l'acteur a signé pour six films : Captain America: Civil War, Spider-Man: Homecoming, Avengers: Infinity War, Avengers: Endgame, Spider-Man: Far From Home et Spider-Man: No Way Home.
En août 2019, à la suite de désaccords, Marvel Studios annonce la fin du partenariat avec Sony Pictures Entertainment. Néanmoins, Tom Holland reviendra une dernière fois à l'écran pour le troisième et dernier film Spider-Man compris dans son contrat. Un mois plus tard, Marvel Studios et Sony Pictures annoncent avoir trouvé un accord, permettant à Kevin Feige de produire la suite pour une sortie prévue le 16 juillet 2021 avec Tom Holland, qui apparaîtra dans un autre film produit par Marvel Studios. Le retour de Spider-Man dans l'univers cinématographique Marvel est par la suite définitivement confirmé avec l'accord étendu pour au moins deux autres films.